# Rainer Speer
Rainer Speer (* 19. Juli 1959 in Berlin-Buch) ist ein ehemaliger deutscher Politiker (SPD). Von November 2009 bis September 2010 war er Innenminister des Landes Brandenburg, zuvor war er von 2004 bis 2009 brandenburgischer Finanzminister.

## Leben
Nachdem er im Jahr 1978 in Falkensee das Abitur abgelegt hatte, nahm er zur Vorbereitung seiner Ausbildung als Berufsoffizier eine Tätigkeit als Betriebsschlosser in den Buna-Werken auf. Ab 1979 besuchte er die Offiziershochschule der Landstreitkräfte der NVA in Löbau, wurde jedoch im Jahr 1980 wegen „politischer Unzuverlässigkeit und charakterlichen Schwierigkeiten“ zum Soldaten degradiert und leistete nur seinen Grundwehrdienst. In den Jahren 1981 bis 1982 war Speer Volontär an den staatlichen Kulturhäusern Potsdam, danach bis 1983 kulturpolitischer Mitarbeiter und Leiter des FDJ-Jugendklubs „Aurora“ im Potsdamer Neubaugebiet „Am Stern“, 1984 bis 1989 u. a. tätig als Möbel-Restaurator am Potsdamer Schloss Lindstedt.
Er ist verheiratet, hat drei Kinder und lebt in Potsdam.

## Politik
Während der Wende war er im November 1989 Mitgründer der Potsdamer Regionalgruppe der Sozialdemokratischen Partei der DDR (SDP) und wurde dort Angestellter für Organisation und Öffentlichkeit.
Im Jahr 1990 wurde Speer stellvertretender Regierungsbevollmächtigter für den früheren Bezirk Potsdam und von 1990 bis 1994 fungierte er als Abteilungsleiter für Regierungsplanung unter Ministerpräsident Manfred Stolpe in der Staatskanzlei Brandenburg. Im Jahr 1991 wurde er zum SPD-Fraktionsvorsitzenden in der Stadtverordnetenversammlung Potsdam gewählt, dieses Amt übte er bis 1993 aus. Zudem war er von 1994 bis 2008 Unterbezirksvorsitzender der SPD in Potsdam. In den Jahren 1994 bis 1999 war er Staatssekretär im Ministerium für Umwelt, Naturschutz und Raumordnung des Landes Brandenburg, bevor er schließlich 1999 Chef der Staatskanzlei Brandenburg wurde.
Als Chef der Staatskanzlei war er Vorsitzender des Ausschusses für Verwaltungsoptimierung (AVO). Dieser Ausschuss befasste sich insbesondere mit dem Umbau der Landesverwaltung und mit der Reduzierung des Personalbestandes. Die unter der politischen Verantwortung von Speer erstmals 2001 aufgestellte Personalbedarfsplanung für die brandenburgische Landesverwaltung wurde seither jährlich für einen Zeitraum von mindestens fünf Jahren fortgeschrieben. Speer erwarb sich hierdurch den Ruf, ein konsequenter und durchsetzungsstarker Finanzpolitiker zu sein. Im Kabinett Platzeck II war er anschließend vom 13. Oktober 2004 bis zum 6. November 2009 Minister der Finanzen des Landes Brandenburg.
Bei der Landtagswahl in Brandenburg 2009 kandidierte er erstmals um den Einzug in den Landtag Brandenburg. Er trat im Landtagswahlkreis Havelland II als Direktkandidat an, unterlag jedoch Barbara Richstein (CDU). Über die Landesliste der SPD Brandenburg zog er jedoch in den Landtag ein. Seit dem 6. November 2009 war er Minister des Innern des Landes Brandenburg im Kabinett Platzeck III.
Im September 2010 geriet Speer in die Schlagzeilen, nachdem er gegen die Axel Springer AG eine gerichtliche Verfügung erwirken ließ, welche die Berichterstattung über seine Person einschränkte. Speer wurde darauf von verschiedenen Stellen der Vorwurf der Zensur gemacht. Am 23. September 2010 trat Speer als Innenminister des Landes Brandenburg zurück. Zuvor war er wegen zahlreicher Vorwürfe im politischen und privaten Bereich unter Druck geraten. So wurde ihm vorgeworfen, die Verbeamtung einer Mitarbeiterin, mit der er ein Kind gezeugt hatte, in die Wege geleitet und diese angestiftet zu haben, ihn als Vater zu verleugnen und statt Unterhalt von ihm Unterhaltsvorschuss vom Jugendamt zu beziehen. Ebenso soll er den Verkauf eines landeseigenen Grundstückes (Krampnitzer Kasernengelände) an eine Investorengruppe zu einem Preis, der rund 20 Millionen Euro unter dem eigentlichen Wert lag, begünstigt haben. Dabei sollen persönliche Beziehungen zu einem Investor, der mit Speer im Vorstand des Potsdamer Sportvereins SV Babelsberg 03 sitzt, entscheidend gewesen sein. Nachdem der brandenburgische Ministerpräsident Matthias Platzeck ihn gebeten hatte, auch sein Landtagsmandat abzugeben, verkündete Rainer Speer am 12. Dezember 2010 auf einer Pressekonferenz, diesen Schritt und damit den vollständigen Rückzug aus der Politik zu vollziehen.
Als früherem Staatssekretär im Umweltministerium stand Speer das Recht zu, als Beamter wieder in den Landesdienst einzutreten. Da für ihn jedoch keine entsprechende Position gefunden werden konnte, wurde er zum 1. Januar 2011 als Staatssekretär, mit 51 Jahren, in den Ruhestand versetzt.